# Der Tod läuft hinterher
Der Tod läuft hinterher ist ein ZDF-Krimi-Dreiteiler von 1967 mit Joachim Fuchsberger in der Hauptrolle. Die einzelnen Teile haben eine Länge von etwa je 60 Minuten. Die Handlung basiert auf dem Drehbuch von Herbert Reinecker. Die Verfilmung wurde unter Regie von Wolfgang Becker durch Helmut Ringelmann produziert. Zwischen 1967 und 1969 entstanden aus Reineckers Feder neben Der Tod läuft hinterher noch zwei weitere Dreiteiler, nämlich Babeck (1968) sowie 11 Uhr 20 (1969).

## Handlung
Edward Morrison reist aus Südamerika nach London, um seine Schwester Alice zu besuchen. Doch in deren Wohnung findet er eine neue Mieterin, Janet Winters. Von dieser erfährt Morrison, dass seine Schwester Selbstmord begangen hat, indem sie in einen Lastwagen lief. Morrison bezweifelt dieses und befragt Zeugen. Doch als der Hauptaugenzeuge Sam Hotkins reden will, wird dieser ermordet. Aber auch durch Alices früheren Freund Harry Brenton bekommt Morrison wenig heraus. Die Spur führt ihn aber in eine Bar, in der er unter anderem die Bardame Myrna Collins, den Barbesitzer Gaston, den Angestellten Dan Low sowie John Evans trifft. Alle scheinen mit dem Fall zu tun zu haben, und ein Mordanschlag von Dan Low auf Morrison bestätigt dies. Da auch Janet Winters in diesem Lokal als Tänzerin arbeitet, beschließt Morrison, diese in ihrer Wohnung zu befragen. Doch so weit kommt es nicht. Morrison, der mittlerweile in seinen Ermittlungen von Sam Hotkins Tochter Mary Hotkins unterstützt wird, findet Winters nur noch tot vor. Doch plötzlich klingelt das Telefon. Morrisons Schwester Alice meldet sich aus einem abgelegenen Landhaus, kann aber nicht weiter sprechen.
Zusammen mit der Polizei und Inspektor Brown suchen Morrison und Hotkins das Landhaus auf, finden hier aber nur den Fabrikanten David Stone vor. Morrison vermutet Zusammenhänge und vermutet, dass dessen Frau Edna Stone auch mit dem Fall zu tun haben könnte. Diese betreibt ein Institut, bei dem Mädchen als Tänzerinnen ausgebildet werden, was auch mit seiner Schwester Alice passiert sein könnte. Morrison geht einer Spur nach Paris nach, wo er in der Mühle von Garcasson den Toten David Stone vorfindet. Erneut trifft Morrison hier auch auf die Bande rund um Evans. Abermals entgeht er nur knapp einem Mordanschlag. Nach einem Tipp von Donald Rutley, dem Onkel von Janet Winters, kann Morrison schließlich die gesamten Hintergründe aufspüren.

## Hintergrund
Der Tod läuft hinterher war der erste ZDF-Krimidreiteiler, der mit einer sehr hohen Einschaltquote zum sogenannten Straßenfeger wurde. Die durchschnittliche Sehbeteiligung lag bei 90 %. Dem Dreiteiler folgte ein Jahr später Babeck und zwei Jahre später 11 Uhr 20. Das ZDF produzierte die Trilogie, um damit unter anderem Konkurrenz zu den erfolgreichen Durbridge-Verfilmungen der ARD, wie Das Halstuch, Tim Frazer oder Melissa zu schaffen. Im Jahr 1969 entstand ebenso die Produktion des ZDF-Fernsehfilms Hotel Royal, bei dessen Produktion erneut ein Großteil des Stabs und der Schauspieler tätig waren.
Auffällig ist, dass die zuvor in der ARD gedrehten Durbridge-Verfilmungen in England spielen. Bei den ZDF-Produktionen wechseln hingegen die Standorte. Fand die Handlung von Der Tod läuft hinterher noch in England und Frankreich statt, verschob sich der Ort des Geschehens bei Babeck bereits auf Deutschland und Italien. 11 Uhr 20 spielt schließlich in der Türkei und Tunesien. 
Alle drei Reinecker-Dreiteiler weisen aber auch entscheidende Parallelen auf. So führen diese den jeweiligen Ermittler (Fuchsberger bzw. Lohner) über eine Reihe verketteter Handlungsstränge in ein überraschendes, aber auch für den Ermittler nachdenkliches oder gar sinnloses Ende. Dabei tauchen immer wieder ähnliche Charaktere auf, so z. B. Gerd Baltus in Der Tod läuft hinterher zu Siegfried Lowitz in Babeck, oder auch Friedrich Joloff in seinen drei Rollen.
Zuletzt wurde Der Tod läuft hinterher im Februar 2007 auf dem ZDFtheaterkanal gezeigt. Eine DVD wurde im Juni 2010 veröffentlicht.